# Scopiblepta dichroa
Scopiblepta dichroa är en fjärilsart som beskrevs av George Francis Hampson. Scopiblepta dichroa ingår i släktet Scopiblepta och familjen nattflyn. Inga underarter finns listade.